# Kim Eg Thygesen
Kim Eg Thygesen en forhenværende dansk overkonstabel af 1. grad. Fra 2006 arbejdede han for indførelse af en flagdag for Danmarks udsendte, efter at han var vendt hjem fra Afghanistan (Helmand hold 1, holdet der blev kendt som "De danske tigere fra Musa Quala"). Kampen for flagdagen lykkedes i 2009, da den blev indført fra 5. september 2009, samtidig med at Kim Thygesen var udsendt til Afghanistan med hold 8.
Thygesen var udsendt til Kosovo i 2004 og derefter til Helmand-provinsen i Afghanistan tre gange og lider efterfølgende af PTSD. Per 2018 boede han på Bornholm med sin kæreste og to børn. Han arbejdede i tøjbutik.